# MLB Draft 1967
Der MLB Draft 1967 war der dritte Draft, der von der nordamerikanischen Major League Baseball veranstaltet wurde. An erster Stelle wurde Ron Blomberg von den New York Yankees ausgewählt.

## Hintergrund
Im Juni-Draft wurden einige Spieler ausgewählt, die später eine erfolgreiche MLB-Karriere starteten. Zu diesen gehörten unter anderem Bobby Grich und Don Baylor von den Baltimore Orioles, Vida Blue von den Kansas City Athletics, Dusty Baker von den Atlanta Braves, Ken Singleton und Jon Matlack von den New York Mets sowie Ted Simmons und Jerry Reuss von den St. Louis Cardinals. Der wohl erfolgreichste Spieler, der im Januar-Draft ausgewählt wurde, ist Carlton Fisk von den Boston Red Sox, der 24 Jahre lang in der MLB aktiv war und im Jahr 2000 in die Baseball Hall of Fame aufgenommen wurde.
So wie im Vorjahr die New York Yankees mit Ken Stabler einen späteren erfolgreichen Footballspieler wählten, so tat es ihr Stadtrivale New York Mets in diesem Jahr mit Dan Pastorini, den sie in der 32. Runde wählten. Pastorini gewann unter anderem 1981 den Super Bowl mit den Oakland Raiders.

## Erstrundenwahlrecht
|  | = All-Star |  |  | = Baseball Hall of Famer |

| Pick | Spieler         | Mannschaft            | Position | Schule                        |
| ---- | --------------- | --------------------- | -------- | ----------------------------- |
| 1    | Ron Blomberg    | New York Yankees      | 1B       | Atlanta, Georgia              |
| 2    | Terry Hughes    | Chicago Cubs          | SS       | Spartanburg, South Carolina   |
| 3    | Mike Garman     | Boston Red Sox        | RHP      | Caldwell, Indiana             |
| 4    | Jon Matlack     | New York Mets         | LHP      | West Chester, Pennsylvania    |
| 5    | John Jones      | Washington Senators   | C        | St. Joseph, Tennessee         |
| 6    | John Mayberry   | Houston Astros        | 1B       | Detroit, Michigan             |
| 7    | Brian Bickerton | Oakland Athletics     | LHP      | Santee, Kalifornien           |
| 8    | Wayne Simpson   | Cincinnati Reds       | RHP      | Los Angeles, Kalifornien      |
| 9    | Mike Nunn       | California Angels     | C        | Greensboro, North Carolina    |
| 10   | Ted Simmons     | St. Louis Cardinals   | C        | Southfield, Michigan          |
| 11   | Jack Heidemann  | Cleveland Indians     | SS       | Brenham, Texas                |
| 12   | Andrew Finlay   | Atlanta Braves        | OF       | Sacramento, Kalifornien       |
| 13   | Dan Haynes      | Chicago White Sox     | 3B       | East Point, Georgia           |
| 14   | Phil Meyer      | Philadelphia Phillies | LHP      | Downey, Kalifornien           |
| 15   | Jim Foor        | Detroit Tigers        | LHP      | Ferguson, Missouri            |
| 16   | Joe Grigas      | Pittsburgh Pirates    | OF       | Brockton, Massachusetts       |
| 17   | Steve Brye      | Minnesota Twins       | 3B-OF    | Oakland, Kalifornien          |
| 18   | Dave Rader      | San Francisco Giants  | C        | Bakersfield, Kalifornien      |
| 19   | Bobby Grich     | Baltimore Orioles     | SS       | Long Beach, Kalifornien       |
| 20   | Don Denbow      | Los Angeles Dodgers   | 3B       | Southern Methodist University |

* Hat keinen Vertrag unterschrieben

## Weitere erwähnenswerte Spieler
- Dan Pastorini, 32. Runde, insgesamt 599. Spieler